# 복개동로

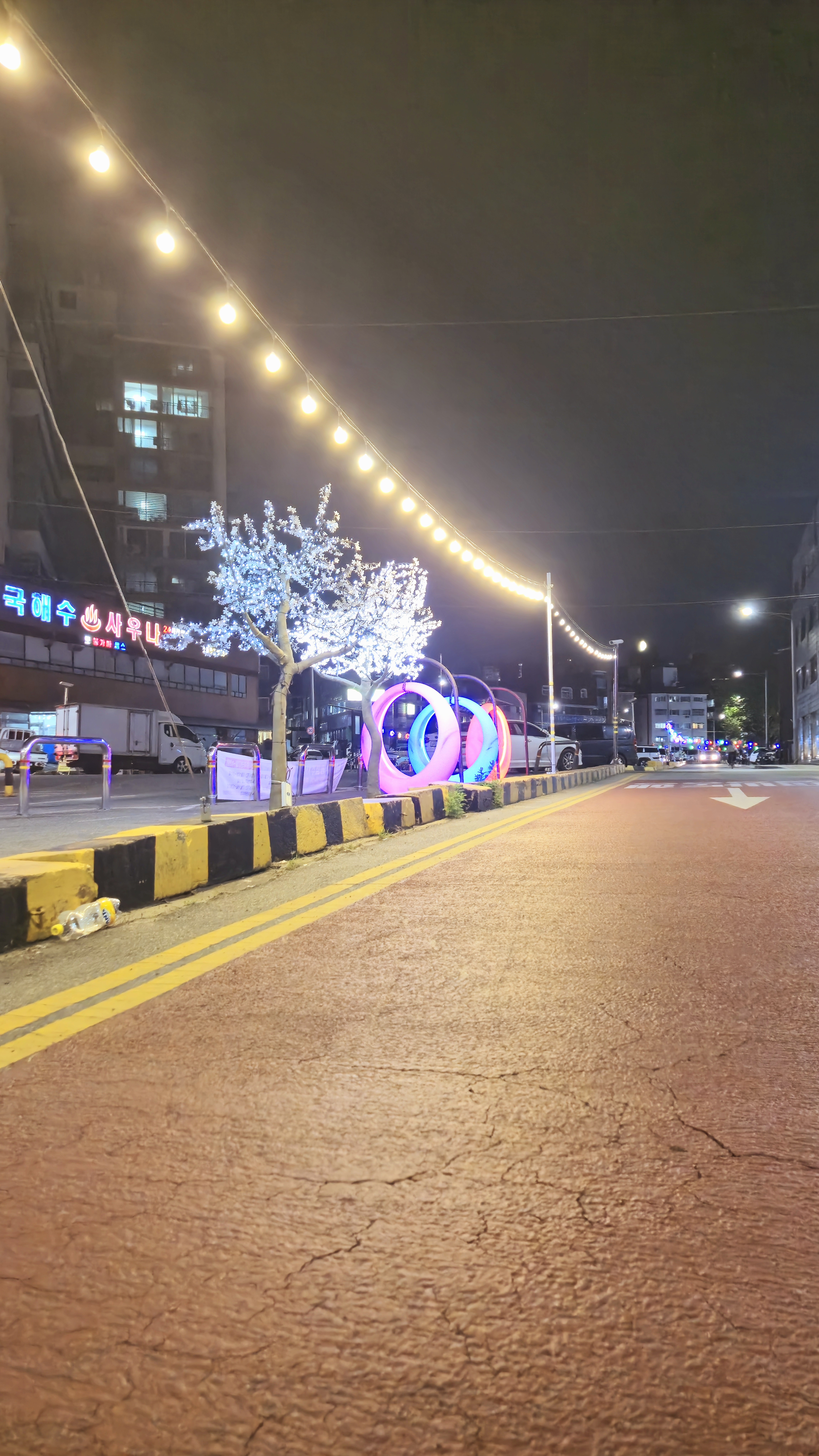
복개동로의 야경(만수천 빛의거리)

복개동로는 인천광역시 남동구 만수동에 위치한 도로이다. 만수동 996을 기점으로 만수동 993을 종점으로 하며, 1km(1,015m)의 연장을 가진 도로이다.

## 개요
복개동로는 인천광역시 남동구 만수동의 만수천의 복개천 공사로 인해 만들어진 도로로 동편의 도로를 담당하며 편도로 운영된다. 방향은 북쪽에서 남쪽으로 운영된다. 모래내시장역 남동어울림시장 측면에서부터 내려와 인주대로 남동구보건소 방향으로 나갈 수 있다. 
복개동로는 도시개발 시점에서 1980년도 이후의 개발된 건축물 빌라, 다세대, 오피스텔 등으로 이루어진 밀집지역이 되었다. 하천 구간을 복개하여 부족한 주차공간을 마련하게 되었고 이후 주차장을 사이에 두고 복개서로와 복개동로로 운영되고 있도록 2009년 11월 16일 고시 및 효력이 발생되었으며 복개동로로 제명 되었다. 복개서로는 인천광역시 남동구 구월동에 위치하지만 복개동로의 경우 만수동 법정구역 안에서 이루어지다보니 복개동로의 행정구역은 남동구 전역을 기준으로 찾거나 만수동을 기준으로 찾아야 한다.

## 가지번호길
복개동로의 가지번호길은 복개동로34번길 복개동로38번길 복개동로56번길 복개동로66번길이 있다.

## 연결도로
복개동로의 신만수교 구간의 경우, 하촌로와 하촌서로와 인주대로, 복개서로가 모두 만나 만수천 빛의거리 간판이 보이는 공간이자 오거리 형태의 시가지 형태로 결합이 된다.
- 복개서로
- 구월로
- 구월말로
- 구월남로
- 하촌로
- 하촌서로
- 인주대로

## 주요시설

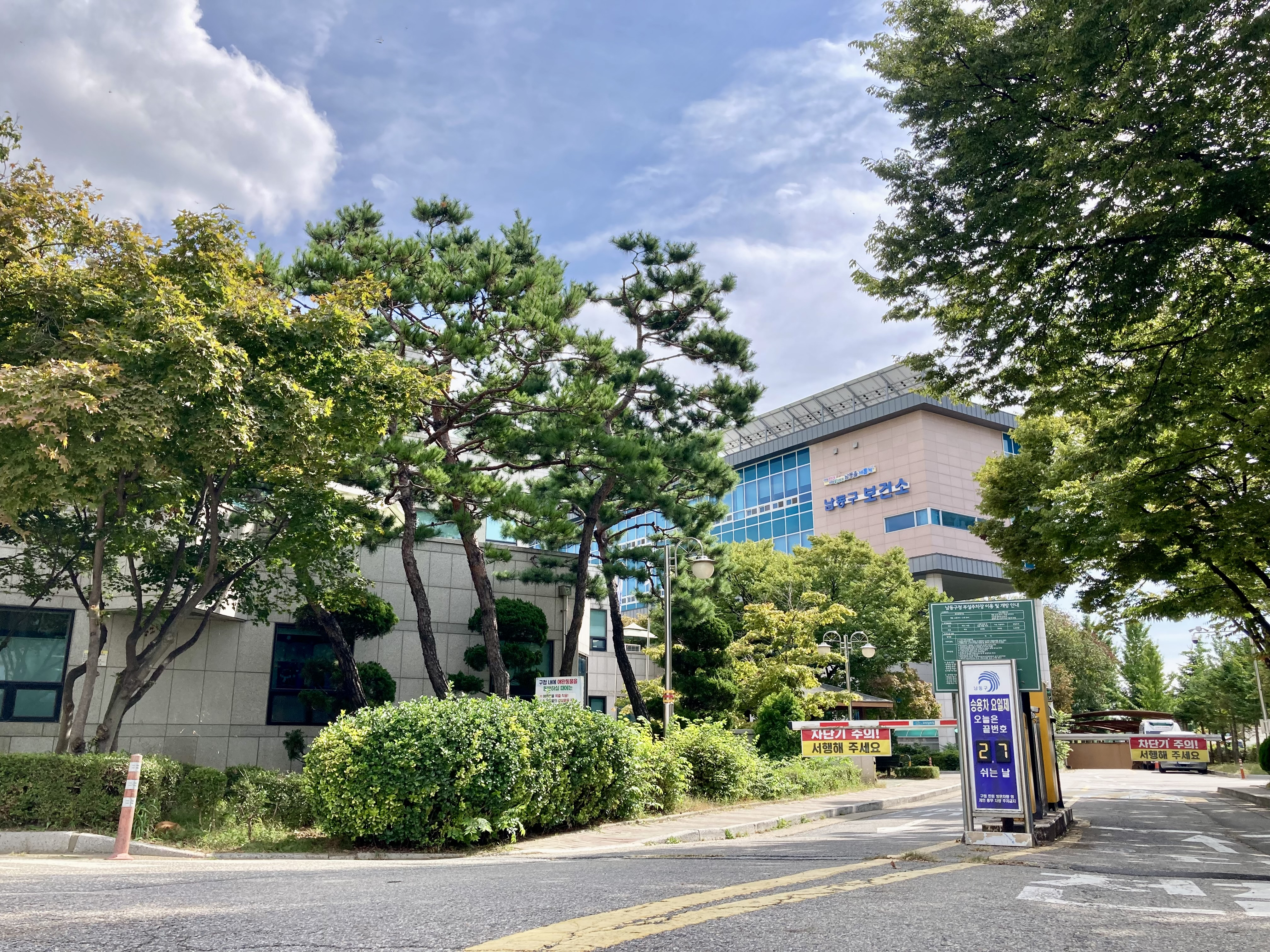
남동구보건소
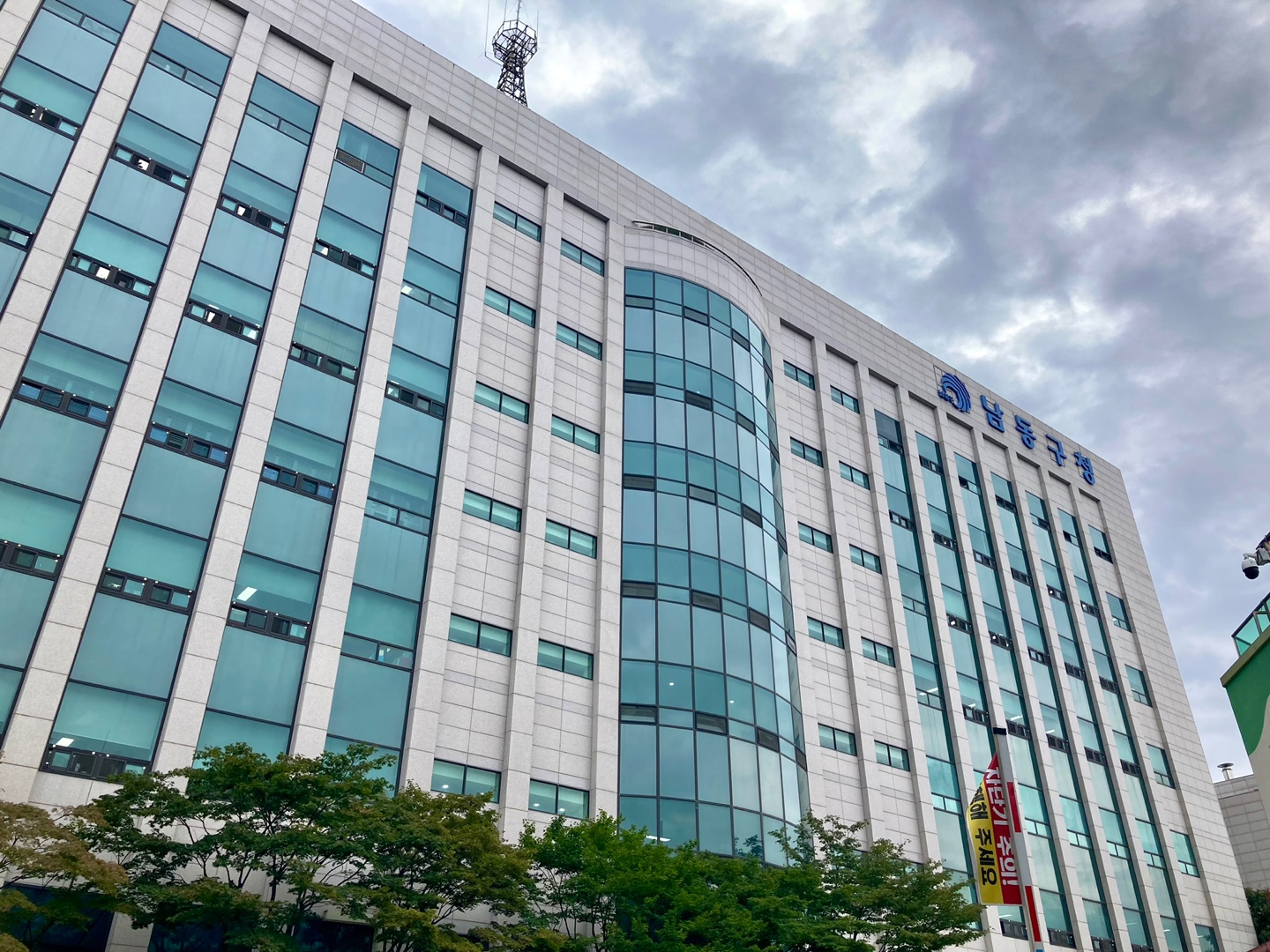
남동구청
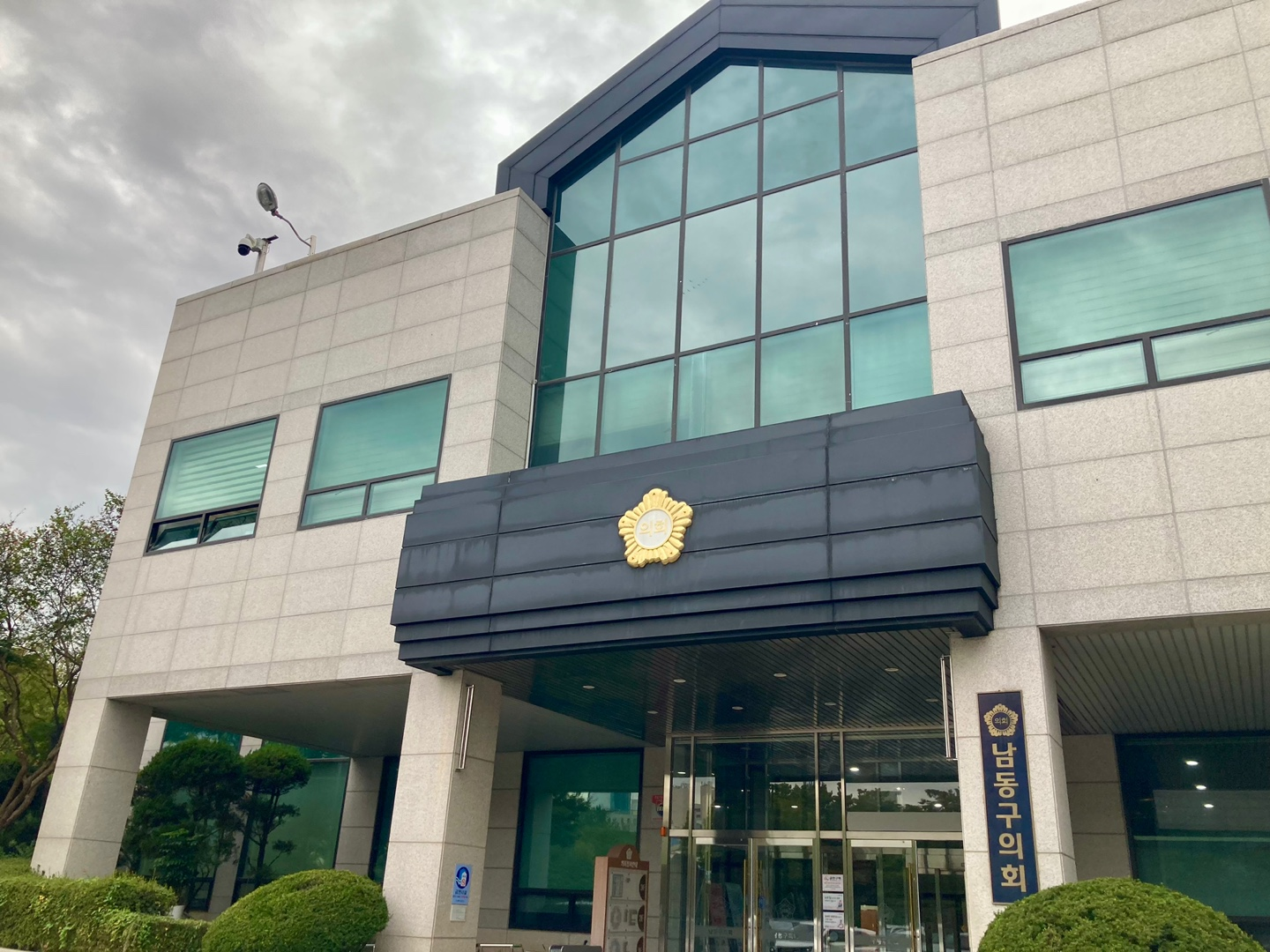
남동구의회
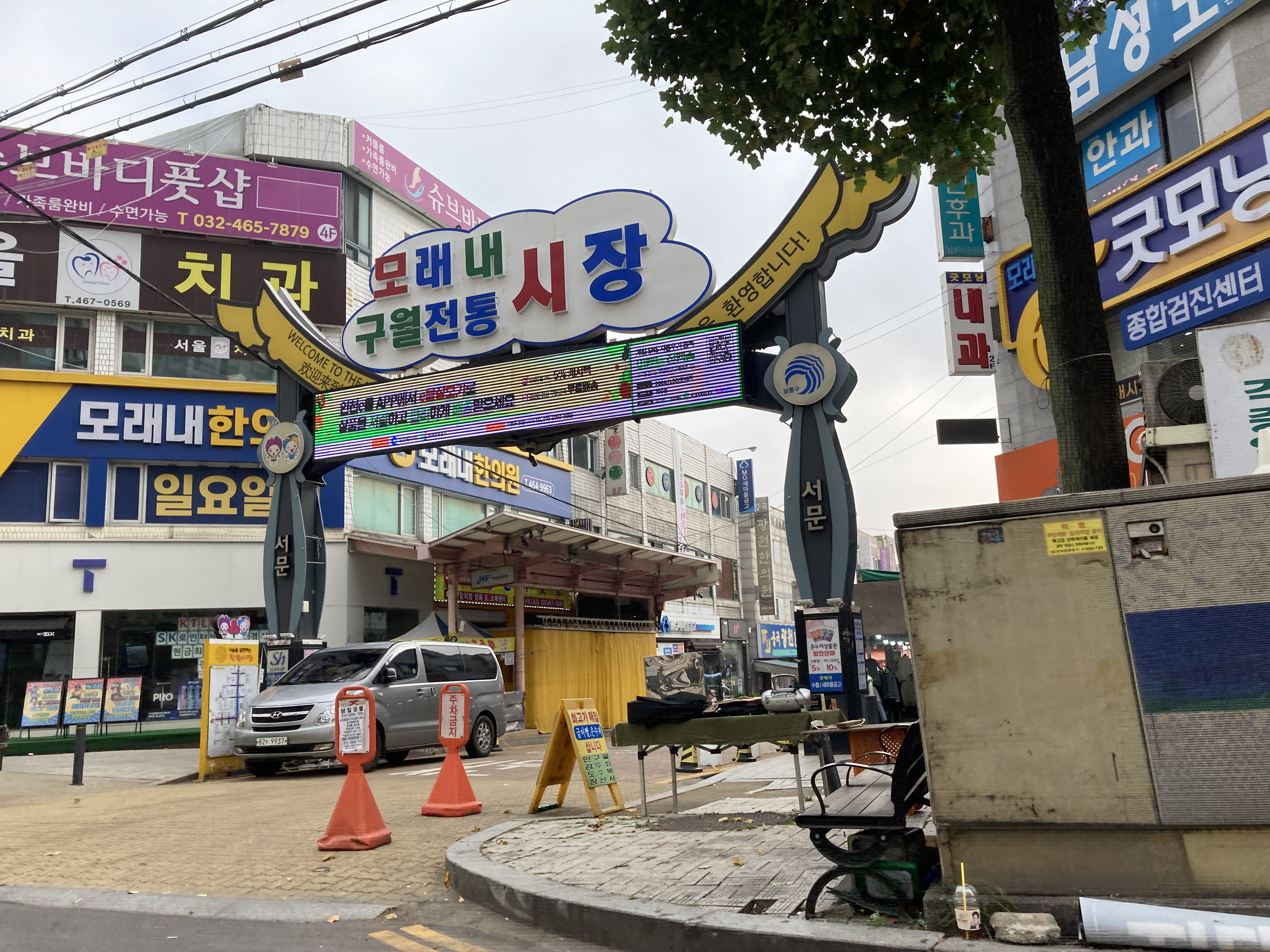
모래내시장
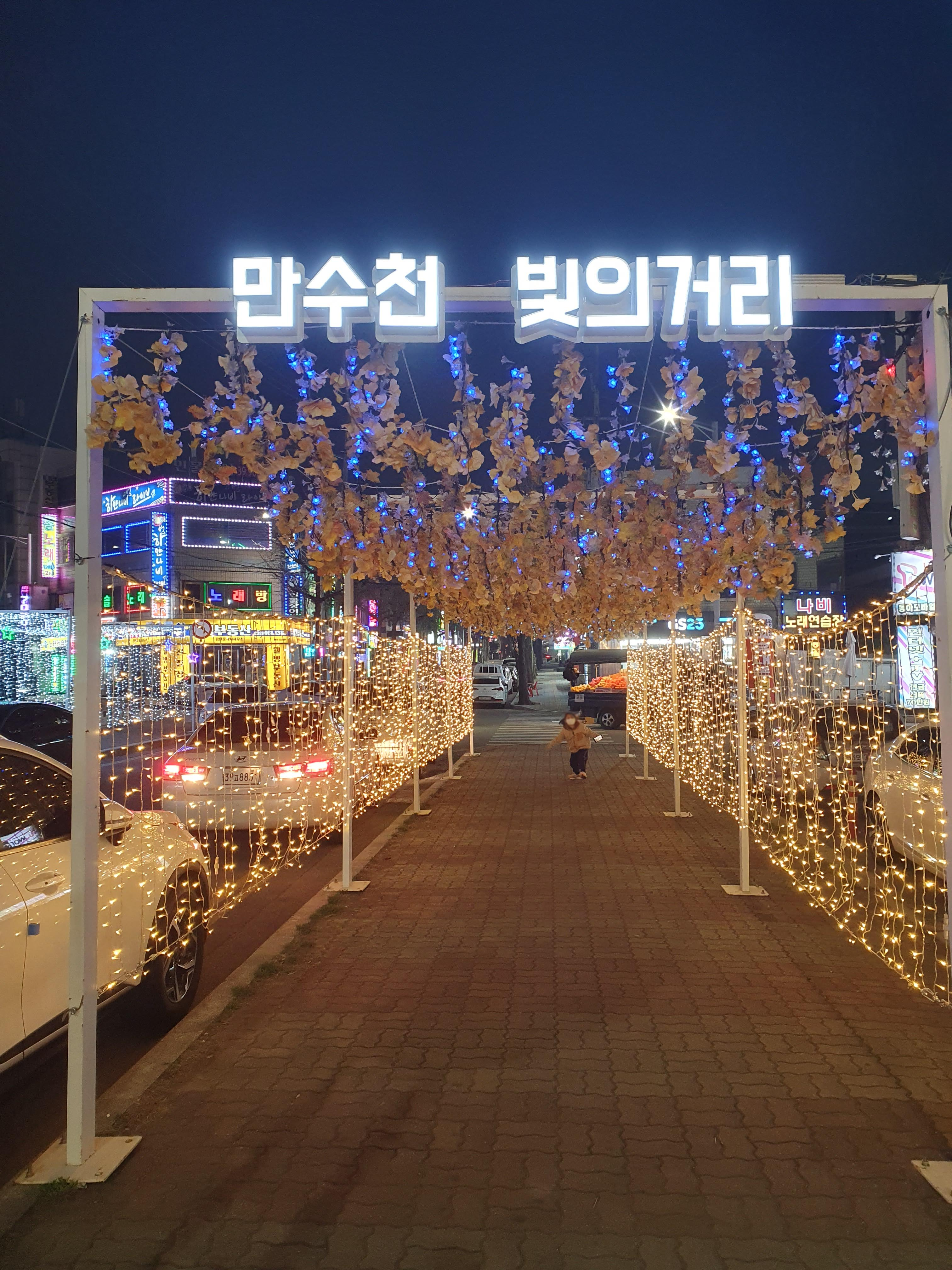
만수천 빛의거리
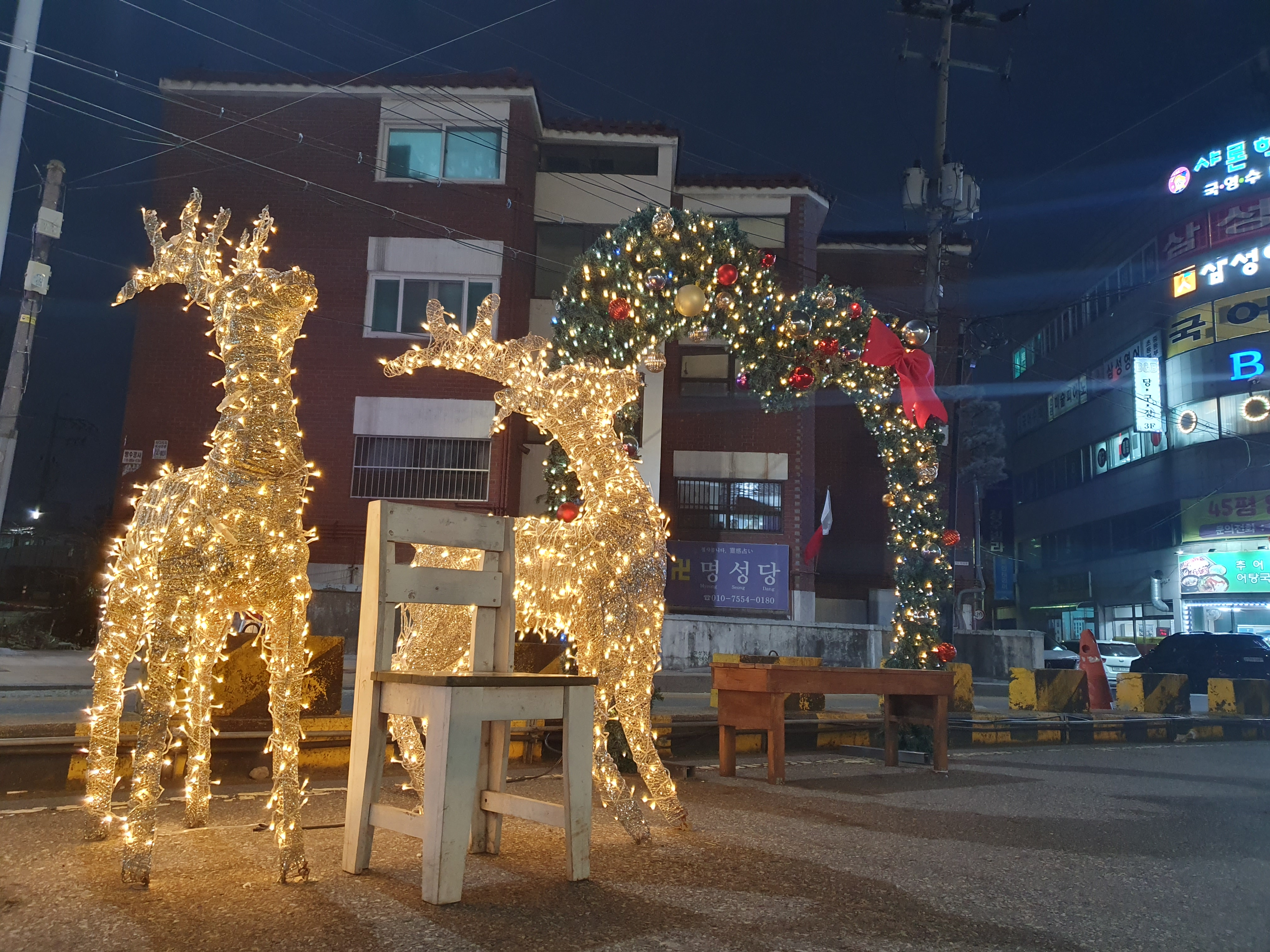
만수천 빛의거리
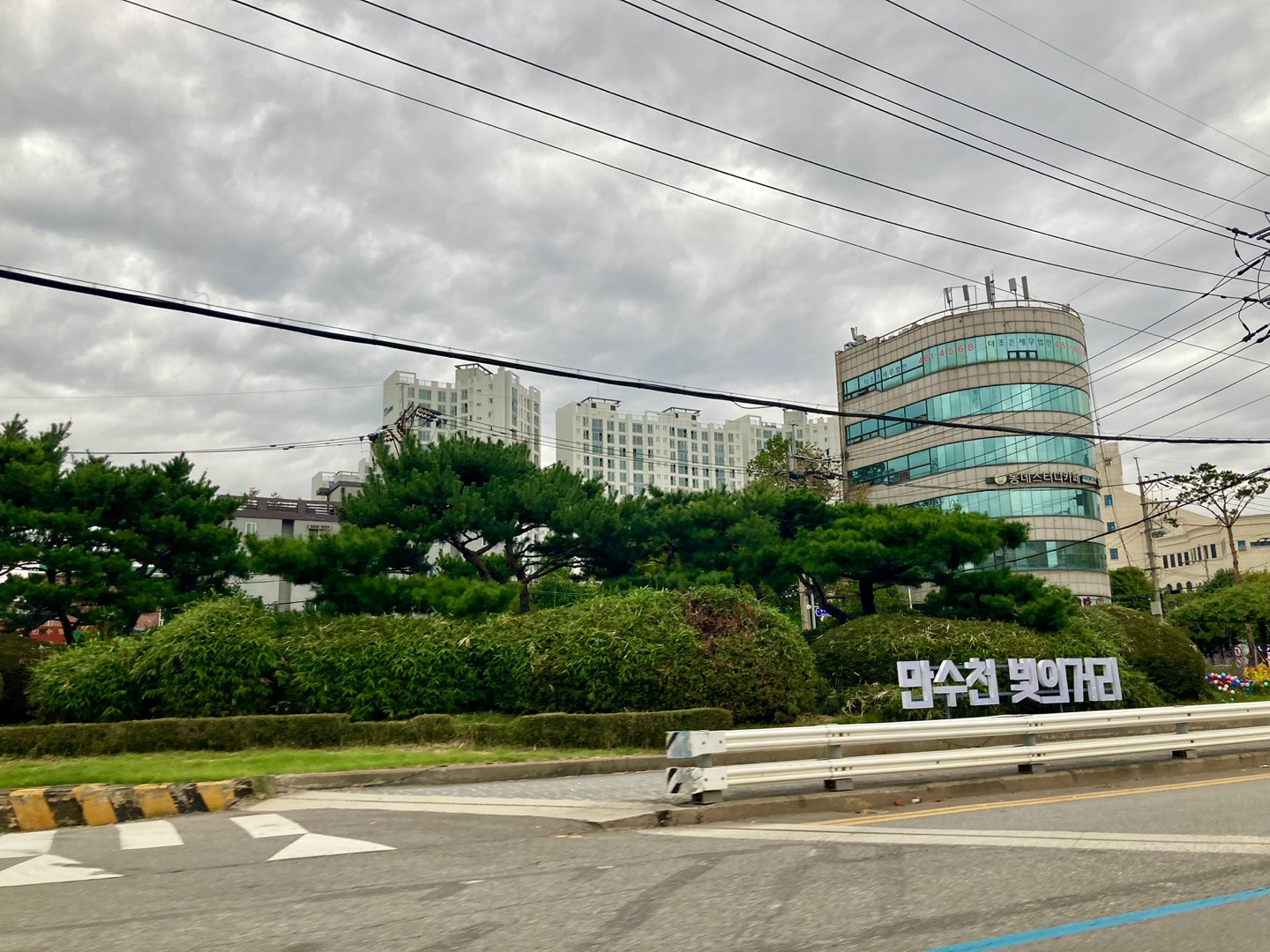
만수천 빛의거리

- 남동구보건소
- 남동구청
- 남동구의회
- 남동어울림시장
- 모래내시장역
- 모래내시장

## 사진

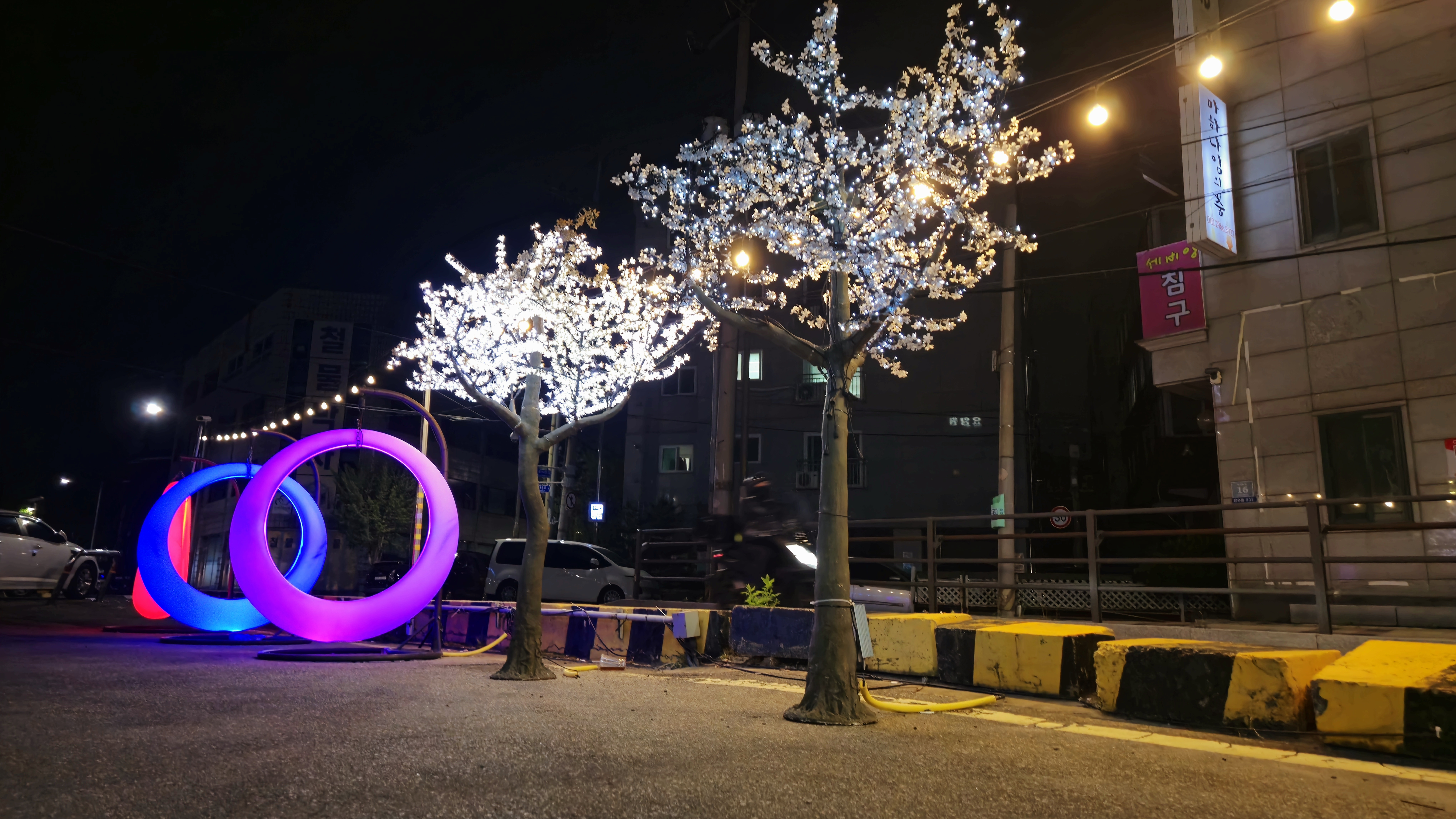
복개동로 조형물
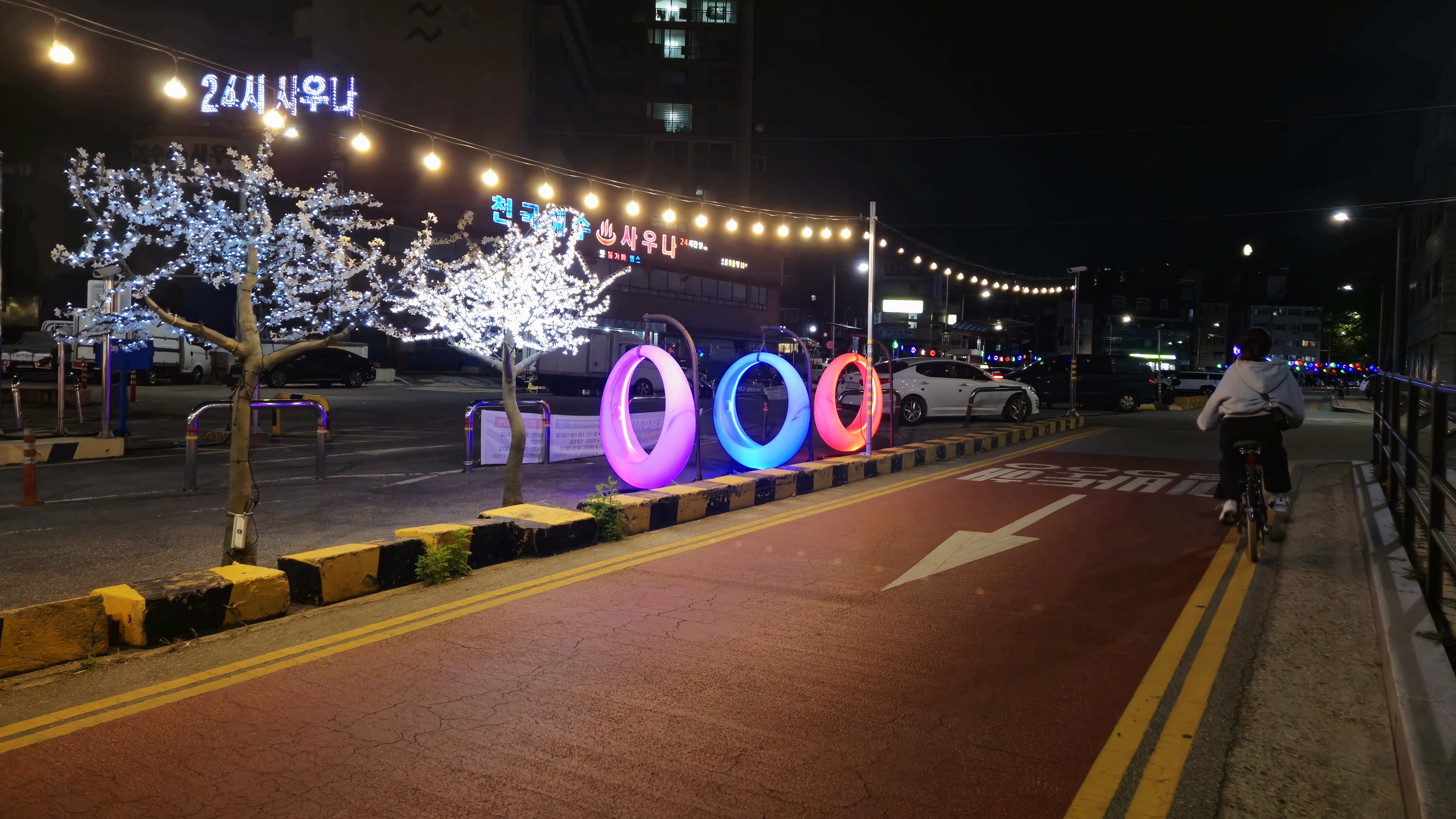
복개동로 조형물
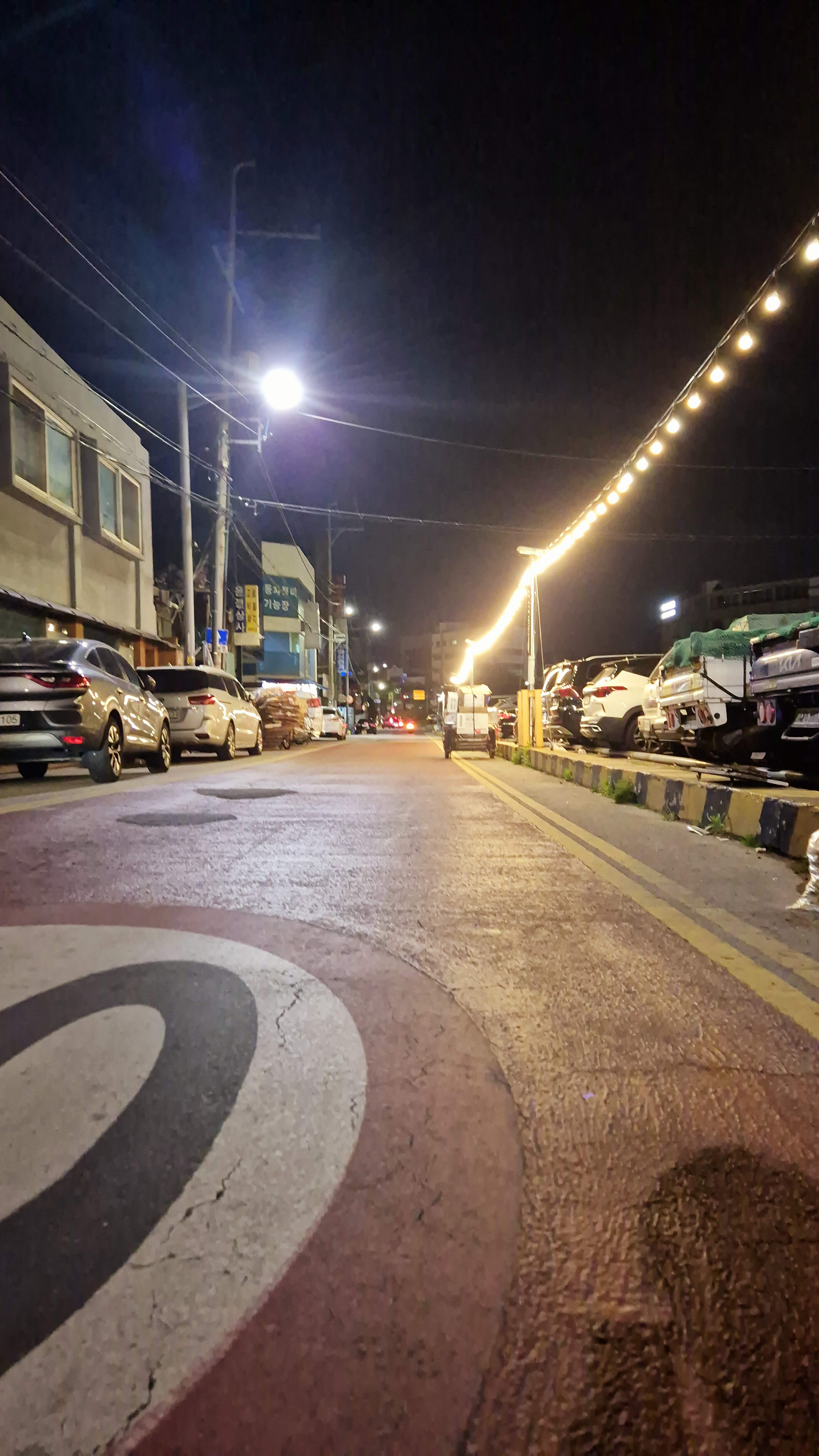
복개동로의 만수천 빛의거리
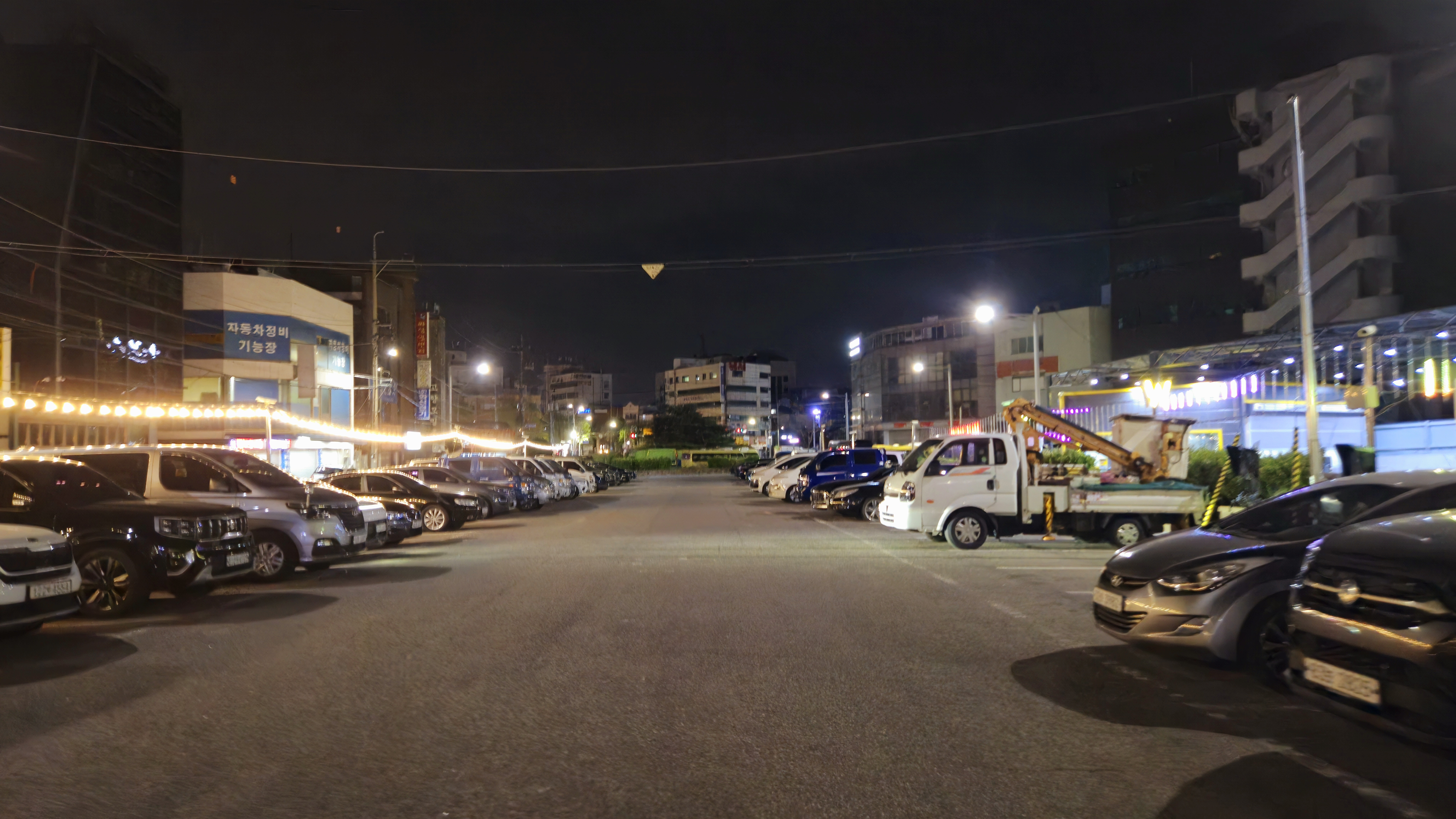
만수천주차장